# Принц-потрошитель, или Женомор
Принц-потрошитель, или Женомор (фр. Moravagine) — роман швейцарско-французского писателя Блеза Сандрара, опубликованный в 1926 году. Сандрар работал над этим романом более десяти лет. Кроме того, спустя тридцать лет после публикации, в 1956 году, он внёс исправления в текст и добавил послесловие «Pro Domo. Как я писал Женомора». На русский язык роман впервые переведён в 2005 году издательством «Текст».

## Художественные особенности
Роман написан от первого лица, Рамона ле Сьянса, который представлен как знакомый Блеза Сандрара. Рамон пересказывает свои приключения с Женомором и публикует его рукописи. Таким образом, роман является тремя повествованиями, вложенными друг в друга. Помимо того, что в прологе Сандрар представляется как рассказчик, предлагающий на суд читателя рассказ Рамона, Сандрар также появляется в середине книги как эпизодический персонаж, авиаинженер.
Хотя «Женомор» писался в начале XX века, этот роман имеет много характерных черт, сближающих его с литературной традицией постмодернизма. Также роман можно отнести к сюрреалистическому направлению. Жанр может быть обозначен как авантюрный роман.
Повествовательная ткань «Женомора» крайне неоднородна. Сандрар часто ударяется в философские и поэтические отступления, вставляет псевдонаучные фрагменты, пародируя медицинский, психиатрический и этнографический дискурс. Пугающие эпизоды перемежаются с фарсом. Последняя часть романа, представляющая собой рукописи Женомора, выглядит обрывочной. Сандрар часто прибегает к неожиданным и диссонансным метафорам в сюрреалистическом или дадаистском стиле, гиперболам, гротеску, иронии.

## Сюжет
Действие начинается в 1901 году. Рамон ла Сьянс (фамилия la Science переводится как «наука»), практикант в психиатрической лечебнице, заинтригован одним из безнадёжных пациентов по имени Женомор (Moravagine). Женомор — наследник королевского рода, потерявший отца и мать при рождении. В возрасте восемнадцати лет он распорол живот принцессе Рите, на которой его женили ещё в раннем детстве. После этого Женомор десять лет провёл в одиночном заключении, затем его перевели в психиатрическую лечебницу Вальдензее, где он и встретился с Рамоном. Очарованный Женомором Рамон организовывает побег, причем Женомор незамедлительно вспарывает живот первой же встреченной им девушке.
Рамон и Женомор едут в Россию, где принимают самое активное участие в террористической деятельности и организации революции 1905—1907 годов. В частности, Рамон подрывает Петербургский политехнический институт. Женомор заводит связь с одной из революционерок, Машей, которая беременеет от него. В целом, несмотря на своё принципиальное отвращение к женскому полу, Женомор сексуально активен, в то время как Рамон уклоняется от любых сексуальных связей. После раскрытия заговора герои бегут из России, прячась в бочках из-под квашеной капусты. Отдохнув несколько недель в Британии, они переправляются в США, где встречают третьего авантюриста Латьюиля, который соблазняет их на путешествие по Амазонии. Там Рамон и Женомор попадают в плен к «голубым индейцам». То, что индейцы делают Женомора жертвой, то есть наделяют его сакральным статусом, позволяет тому устроить кровавую резню в племени. В частности, Женомор (сам будучи жертвой) заставляет индейцев приносить ему в жертву младенцев мужского пола, что представляется как аллюзия на историю Христа. В итоге Женомор и Рамон убегают. Затем герои возвращаются в Париж, где организовывают амбициозное кругосветное путешествие на триплане. Однако планы нарушает начало Первой мировой войны. Истории героев заканчиваются в лечебнице для ветеранов.
Роман содержит множество автобиографических фактов. Так, сам Сандрар много путешествовал, в частности, жил в Санкт-Петербурге и был свидетелем Первой русской революции. Подобно Рамону, лишившемуся на войне ноги, Сандрар потерял правую руку.
В послесловии к роману Сандрар утверждает, что прототипом Женомора стал некий Менье, бывший заключённый, отсидевший двадцать лет за изнасилование двух девочек. Есть также версия, что портрет Женомора был списан со швейцарского художника Адольфа Вёльфли, страдавшего шизофренией. Абсолютная аморальность (по крайней мере, так характеризует его рассказчик) и жестокость Женомора также позволяют провести параллели с образом Мальдорора Лотреамона.

## Экранизации
- Moravagine (1989, Франция). Телефильм. Реж. — Филипп Пилар. Женомор — Фридьеш Фунтек, Рамон — Максенс Мейлфорт; Анна Карина.

## Публикации на русском языке
- Принц-потрошитель, или Женомор. — М.: Текст, 2005.